# Phygadeuon ensator
Phygadeuon ensator là một loài tò vò trong họ Ichneumonidae.